# Chromadorina erythrophthalma
Chromadorina erythrophthalma is een rondwormensoort uit de familie van de Chromadoridae. De wetenschappelijke naam van de soort is voor het eerst geldig gepubliceerd in 1906 door Schneider.